# لنگرماهی مرجانی
لنگرماهی مرجانی (نام علمی: Artedius corallinus) نام یک گونه از خانواده لنگرماهیان است.